# Catedral de Xalapa
La Catedral metropolitana de Xalapa, dedicada a la Purísima Concepción, es la sede de la Arquidiócesis de Xalapa, y una de las edificaciones más antiguas de la ciudad. Se encuentra ubicada en la esquina de las calles Enríquez y Revolución, en el centro histórico de Xalapa. Ha sufrido numerosas modificaciones, producto de éstas es el aspecto actual que tiene el edificio.

## Antecedentes
La iglesia parroquial de la ciudad, también conocida como Catedral Metropolitana de Xalapa, que fue consagrada a la Inmaculada Concepción, patrona religiosa de Xalapa, comenzó a edificarse en 1641, en madera, pero se desplomó.
La catedral actual se edificó hacia el año de 1641 por orden del entonces obispo de Puebla De Los Ángeles, el beato Juan de Palafox y Mendoza, dado que con anterioridad la parroquia pertenecía a la diócesis angelopolitana, resultando un templo de sencillas proporciones. Se le realizaron modificaciones al edificio hasta el siglo XVIII, mismas que le dieron su primer aspecto de forma barroca. Todavía se pueden apreciar algunos detalles en ciertas partes del edificio, como en el campanario (El único que ha tenido este templo), la puerta que da a la Plaza Lerdo, la cúpula octogonal que carece de tambor y la capilla del sagrario que cuenta con columnas de estilo salomónico.
La consagración del templo como catedral se realizó en el año de 1864, por su primer Obispo don Francisco de Paula Suárez Peredo y Bezares junto con el cabildo diocesano, con la erección de la diócesis de Veracruz, con sede en Xalapa.
Ya para el año de 1896 se decide realizar una remodelación del estilo arquitectónico del edificio, resultando el aspecto neogótico que tomó y el que conocemos hasta hoy (como habría de esperarse de las modificaciones decimonónicas de fin de siglo).
Antaño funcionaron tres panteones, creados por el sacerdote Alonso Gatica: uno para presbíteros, otro para comerciantes europeos y el tercero para los originarios de la provincia vascongada.

## El edificio
Consta de tres naves. La central, la de mayor altura, y las laterales. De planta de cruz latina, en el crucero se ubica la cúpula de forma octogonal y sencillos trazos, que está coronada por una pequeña cupulilla.
La torre oriente de la catedral se concluiría en 1778; es de dos cuerpos y está rematada por un cupulín en la que se observa un reloj traído de Londres, Inglaterra alrededor del año 1778, el cual -por mucho tiempo- fue el mejor de la Nueva España, y actualmente se encuentra en funcionamiento. La torre tiene una altura de 50.28 metros. El campanario consta de seis campanas en total, incluyendo la mayor que es la más grande de todo el estado de Veracruz y que solamente es tocada todos los domingos para llamar a misa del arzobispo;  solo dos de sus campanas tienen esquilas que son Santa Bárbara de 1821 y San Antonio de 1880.
La torre oriente ha sido la única torre que ha tenido, ya que la que se había proyectado levantar al lado poniente con las modificaciones realizadas a fines del siglo XIX, nunca se construyó, y solo quedó la base del primer cuerpo en la que se pueden apreciar cuatro singulares gárgolas. La leyenda popular relata que la construcción fue interrumpida, dado que los túneles que surgían de la basílica no soportarían el piso del nuevo edificio.
La fachada principal está conformada por tres cuerpos, todos en estilo neogótico. El primero consta de un frontón levantado por columnas esbeltas, el cual forma un arco ojival trilobulado. En el segundo cuerpo están las ventanas del coro (siete en total), de forma ojival. El tercer cuerpo, está rematado por un rosetón.

## El interior
En el interior del templo se puede apreciar el estilo barroco, se notan las molduras y detalles que rematan las grandes columnas y bóvedas que están elaborados con lámina de oro.
La catedral resguarda un enorme órgano tubular en estilo neogótico que data del siglo XIX el cual está situado sobre la puerta principal, en una tribuna. El órgano es un instrumento decorado, sencillo y elegante, destacando su armazón que es de tres cuerpos tallados en madera de encino que encierran los deslumbrantes tubos del órgano. Éste tiene una placa de cobre que dice “Órgano especialmente construido para la Catedral de Jalapa, importado por “Otto y Arzoz” México”. 
El órgano del año 1901 fue restaurado debido a que el instrumento estaba abandonado. El 1.º de diciembre de 2015 volvió a sonar después de cuarenta años de abandono.
Por desgracia, en el año de 1977, unas personas entraron en la catedral y se escondieron en el campanario; en la noche robaron valiosas piezas de arte sacro, quedando solo las figuras de los santos que datan del siglo XVIII y XIX, las cuales están hechas en maderas finas delineadas con estofado de oro; muchas de las mencionadas esculturas llegaron al templo a petición de Antonio López de Santa Anna durante su último periodo presidencial, entre el 20 de abril de 1853 y el 9 de agosto de 1855. El mandatario las encargó traer de un taller de Barcelona que aún existe. La catedral ostenta algunos cuadros de gran valor realizados por el pintor novohispano Miguel Cabrera (1695-1768). Una de las reliquias más importantes que contiene la catedral es la imagen de Santa Teodora, la cual tiene un relicario que resguarda los restos que se rescataron de su profanación.
La Cripta de los Arzobispos se encuentra ubicada en la parte baja de la torre derecha, donde yacen los restos de los obispos y arzobispos que han pastoreado la Jerarquices de Jalapa.
Una de sus capillas está dedicada a San Rafael Guízar y Valencia, en la cual se encuentran los restos del Obispo beatificado por el Papa Juan Pablo II el 29 de enero de 1995, y canonizado el 15 de octubre de 2006 por el Papa Benedicto XVI, así como un museo dedicado al santo, ubicado en el Antiguo Palacio Episcopal, atrás de la catedral (Juárez. No 70).

## Guerra cristera
Durante la guerra cristera que se dio en el país la cual fue iniciada por el presidente Plutarco Elías Calles en 1926 hubo varios acontecimientos entre la iglesia y el estado como el cierre de todos los templos católicos, uno de los más importantes y lamentables fue que la mañana del 6 de marzo de 1931 en la que depositaron una bomba en la catedral de Xalapa teniendo como resultado varios fieles heridos.

## Detalles importantes
- Está construida con piedras traídas de todo el estado de Veracruz.
- Mediante una bula emitida por el papa Pío IX fue erigida como catedral el 19 de marzo de 1863.
- El 19 de junio de 1951 fue elevada a Catedral Metropolitana al ser elevada la Diócesis a Arquidiócesis por el papa Pío XII.
- Es la iglesia más importante de todo el estado de Veracruz ya que es sede la de Arquidiócesis de Xalapa.
- Antiguamente el atrio y el zócalo tenían una exuberante vegetación, pero lo mandaron quitar años más tarde.
- Es conocida por los ciudadanos como la catedral de la torre mocha.
- Esta catedral es la única del estado de Veracruz que cuenta con un órgano de este tipo.
- La campana mayor de la catedral es la más grande de todo el estado de Veracruz.
- El 6 de enero de 1898 se casó en esta Catedral Manuel Uruchurtu Ramírez el único mexicano que viajó en el RMS Titanic.